# 慈化镇
慈化镇，是中华人民共和国江西省宜春市袁州区下辖的一个乡镇级行政单位。

## 行政区划
慈化镇下辖以下地区：
慈化街社区、慈化村、余坊村、花木村、花园村、武东村、柳亭村、西山村、山楚村、柘塘村、新塘村、曾坊村、文丰村、石下村、伯塘村、模山村、冷水村、冲下村和石岭村。